# 旺特纳克 (阿列日省)
旺特纳克（法語：Ventenac）是法国阿列日省的一个市镇，属于帕米耶区（Pamiers）瓦里耶县（Varilhes）。该市镇2009年时的人口为235人。

## 人口
旺特纳克人口变化图示
| 数据来源：INSEE |